# Franck Manga Guela
Franck Manga Guela (Abidjan, 19 giugno 1986) è un ex calciatore ivoriano, di ruolo centrocampista.